# Actia picipalpis
Actia picipalpis là một loài ruồi trong họ Tachinidae.